# Međunarodno teološko povjerenstvo
Međunarodno teološko povjerenstvo je papinsko povjerenstvo koje djeluje pri Dikasteriju za nauk vjere. 
Osnovao ga je papa Pavao VI. 11. travnja 1969. godine, čime je ostvareno ono što se predložilo na prvomu redovitom zasjedanju Biskupske sinode. Papa je odobrio statut povjerenstva i imenovao članove. Dužnosnici povjerenstva su predsjednik i generalni tajnik.
Dana 6. kolovoza 1982. godine papa Ivan Pavao II. proglasio je motu propriom Tredecim anniiam, konačne statute Povjerenstva.  Zadaća povjerenstva jest ispitivati doktrinalnih pitanja od najveće važnosti i u tome pomagati Svetoj Stolici, a ponajviše Dikasteriju za nauk vjere.
Prve je članove imenovao papa Pavao VI. Danas ju čine teolozi koji su pripadnici raznih naroda i koji pripadaju različitim školama. Međunarodno teološko povjerenstvo ograničenog je broja članova. Članove predlaže kardinal prefekt Dikasterija, slijedi savjetovanje s Biskupskom konferencijom i naposljetku ih imenuje papa ad quinquennium.